# Combate del Banco Purutué
El combate del banco Purutué se produjo el 10 de abril de 1866 cuando los paraguayos intentaron desalojar a los brasileños del banco Purutué enviando 29 canoas con 1260 hombres al mando del teniente coronel José Eduvigis Díaz.
La batalla recibe varios nombres:
- combate del banco Purutué
- combate de la isla de Redención
- combate de la isla Carayá
- combate de la isla de Carvalho
- combate de la isla Cabrita

Los paraguayos fueron rechazados con grandes pérdidas y debieron retroceder hostilizados por la escuadra brasileña, la que también debió retirarse por el fuego lanzado desde la Fortaleza de Itapirú.
A causa de ese bombardeo sobre el vapor Fidelis (hundido) murió el coronel João Carlos Villagran Cabrita. En la acción quedó también inutilizable el vapor brasileño Enrique Martins. El ataque costó 900 bajas paraguayas y 1000 brasileñas.

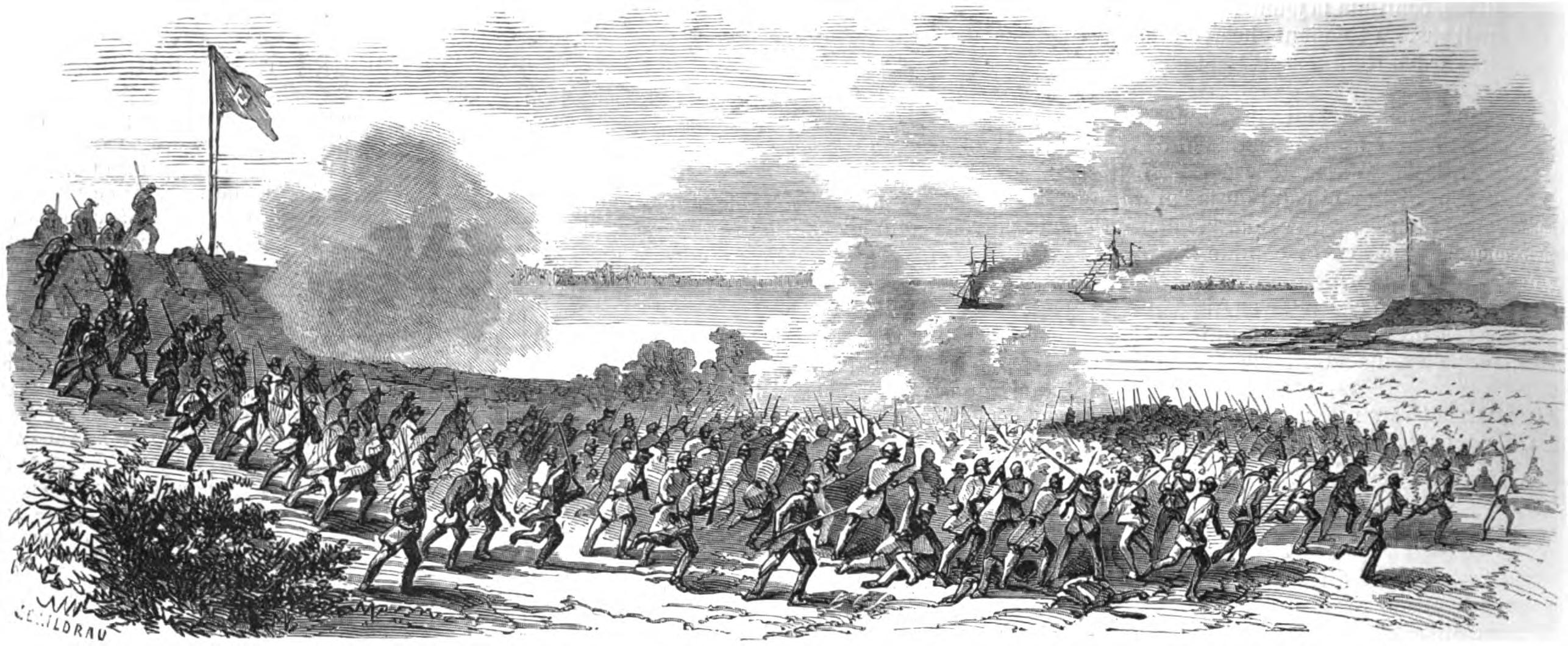
Combate de la isla de Redención (10 de abril de 1866): La 19.ª brigada brasileña, mandada por el coronel Villagran Cabrita, repele el asalto paraguayo.
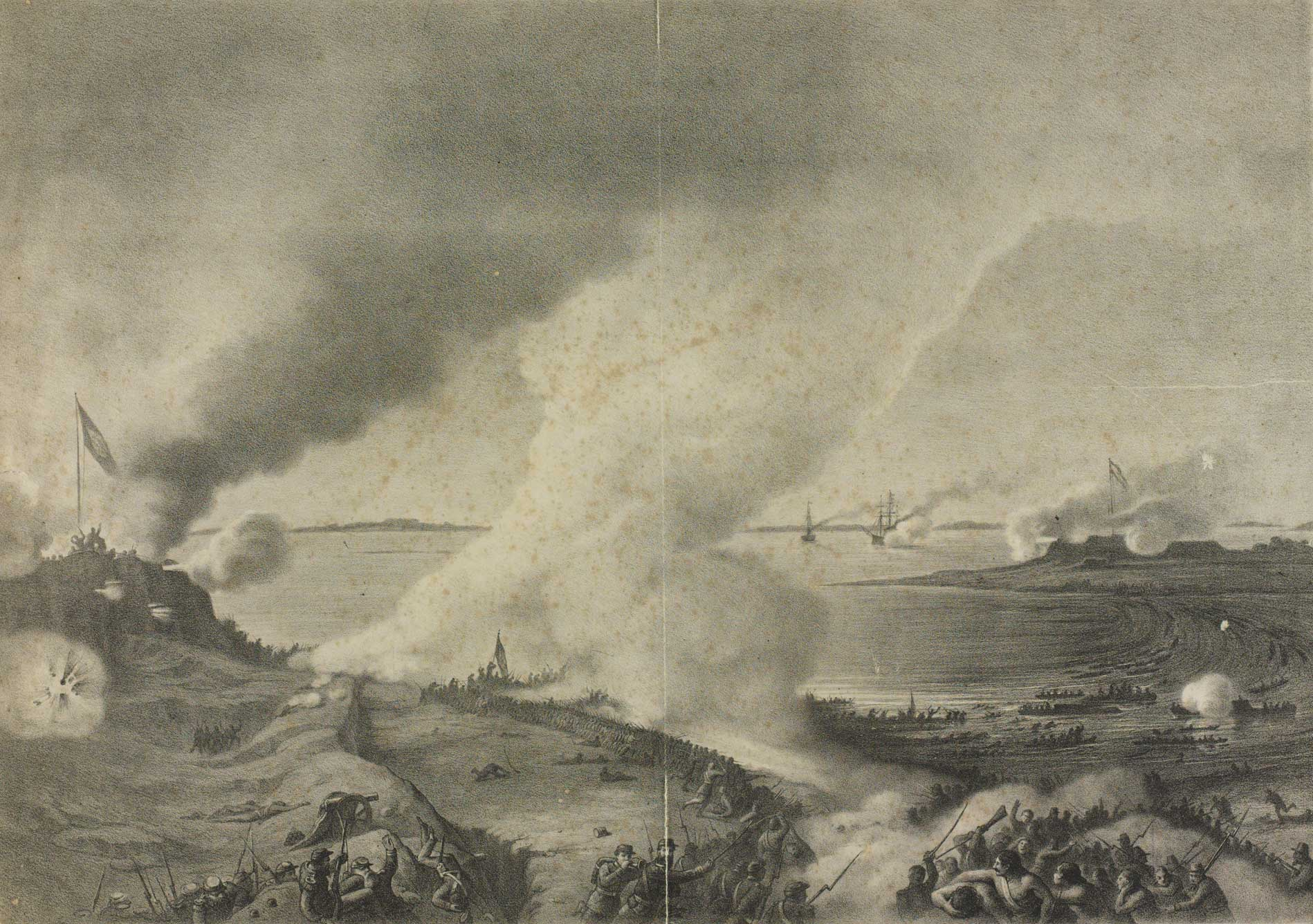
Combate de la isla de Redención.
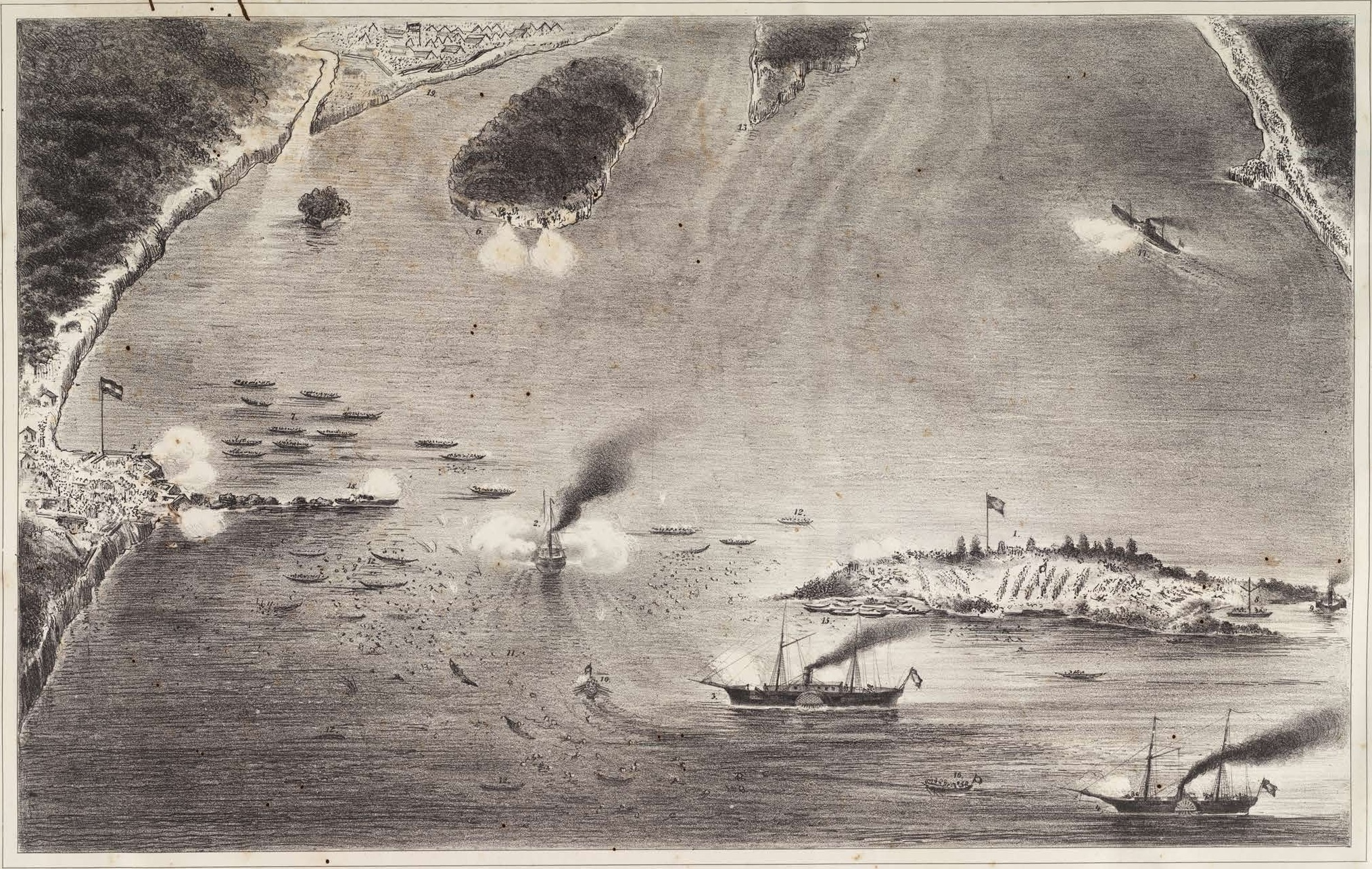
Combate de la isla de Carvalho.